# CloudXR
CloudXR是NVIDIA推出的一项流媒体服务。

## 简介
基于NVIDIA RTX GPU、CloudXR SDK构建的CloudXR可以帮助从数据中心、云端、边缘等位置流式传输AR、MR或VR体验。CloudXR能够通过NVIDIA GPU的虚拟化软件与其他用户共享GPU资源。

## 作用
CloudXR平台的SDK含有NVIDIA CloudXR软件开发套件、NVIDIA Quadro虚拟工作站软件和NVIDIA AI SDK等 ，通过CloudXR从GPU驱动的边缘服务器流式传输的XR体验把图形密集型应用和内容扩展到移动式访问。在2021年6月的更新版本中，CloudXR实现了双向音频的功能。
NVIDIA CloudXR支持AWS、微软Azure、谷歌云、腾讯云平台。

## 发展
2020年5月，英伟达发布NVIDIA CloudXR。